# Eye of the Zombie
Eye of the Zombie är ett album från 1986 av den amerikanske artisten John Fogerty.

## Låtlista
1. "Goin' Back Home" - 3:34
2. "Eye of the Zombie" - 4:36
3. "Headlines" - 4:29
4. "Knockin' on Your Door" - 4:18
5. "Change in the Weather" - 6:49
6. "Violence is Golden" - 5:22
7. "Wasn't That a Woman" - 4:11
8. "Soda Pop" - 5:53
9. "Sail Away" - 4:45